# ロジャー・シャーマン
ロジャー・シャーマン（英: Roger Sherman、1721年4月30日-1793年7月23日）はアメリカ合衆国マサチューセッツ州出身で後にコネチカット植民地の弁護士、政治家である。コネチカットのニューヘイブン初代市長となり、アメリカ独立宣言を起草した五人委員会の一人となった。新生なったアメリカ合衆国の下院および上院議員も務めた。
シャーマンはアメリカ合衆国初期の重要な4つの文書、同盟規約、アメリカ独立宣言、連合規約およびアメリカ合衆国憲法に全て署名した唯一の人物である。トマス・ジェファーソンはかつてシャーマンについて、「その人生で愚かなことを一度も話さなかった男がコネチカットのシャーマン氏だ」と言った。
シャーマンはジョン・アダムズらと共に、アメリカ合衆国で最も強力で子孫の多い政治家一家の1つであるボールドウィン・ホアー&シャーマン家の先祖でもある。

## 初期の経歴
シャーマンはマサチューセッツのニュートンで生まれた。3歳の時に、家族はボストンの南17マイル (27 km)にあるストートンに転居した。シャーマンの教育は小学校止まりであり、若いときは靴のデザイナーをしていたが、ものを学ぶ能力に恵まれており、父親やシャーマンを庇護したハーバード大学出のサミュエル・ダンバー牧師の所有する良質な蔵書を利用できた。
1743年、父が死に、母や兄弟と共にコネチカットのニューミルフォードに転居し、そこで兄弟との共同経営で町では初めての店を開いた。シャーマンは直ぐに市民や宗教的なことに顔を突っ込み、急速に町の指導的な市民になって、結果的にニューミルフォードの町の事務官になった。数学的な技能もあったので、1745年にはニューヘイブン郡の郡測量士になり、1748年の年鑑には天文学的計算も加えた。

## 法的、政治的経歴
公式な法律に関する訓練が無かったという事実にも拘わらず、シャーマンは土地の弁護士によって司法試験のための勉強を勧められ、1754年にはコネチカットのリッチフィールドで法廷弁護士として認められた。1755年から1758年と1760年から1766年には、コネチカット植民地議会におけるニューミルフォード代表にもなった。1766年、コネチカット植民地議会の上院議員に選出されこれを1785年まで務めた。
1762年に治安判事に指名され、1765年には一般訴訟裁判所判事、1766年から1789年はコネチカット最高裁判所の判事となった。この1789年はアメリカ合衆国議会の議員になるために離任した年である。イェール大学の財務官にも指名され、名誉文学修士号を授与された。長い間宗教学の教授であり、当時の偉大な神学者の何人かと文通も交わしていた。
1783年、シャーマンとリチャード・ローが混乱し古臭くなっていたコネチカット邦の法律を大々的に改訂する作業に指名され、これを大成功のうちに終わらせた。1784年、ニューヘイブンの市長に選ばれ、この職は死ぬまで続けた。シャーマンはアメリカ合衆国初期の重要な4つの文書、同盟規約、アメリカ独立宣言、連合規約およびアメリカ合衆国憲法に全て署名した唯一の人物として特に著名である。3つの文書に署名した人物でもロバート・モリス唯一人である。

アメリカ独立宣言を大陸会議に提出する様子（ジョン・トランブル画『独立宣言』）。シャーマンは前に進み出ている五人委員会のうち左から2人目。

### 大陸会議
1775年にアメリカ独立戦争が開始されたとき、コネチカット知事の安全委員会委員に指名され、またコネチカット軍の警視にも指名された。1774年に大陸会議代表に選ばれて戦争が続く間活動的に奉仕し、仲間の代議員の目に高い尊敬を勝ちとり、アメリカ独立宣言を起草した五人委員会でも働いた。

### 憲法制定会議
1787年、フィラデルフィアでのアメリカ合衆国憲法制定会議では、連合規約を改定する方向に動き、後にコネチカット妥協と呼ばれる案を提案した。この案では、下院と呼ばれる1つの議院では住民人口に比例した議員を各州が送り出すことにした。上院と呼ばれるもう1つの議院には各州が同数の議員で代表させることにした。下院は人口3万人に1人の代議員とし、一方上院はその州の大きさに関わりなく2人と決まった。

## 家族・子孫
マーシャルはコットン・ジンの発明者イーライ・ホイットニーとは2代離れた叔父甥の関係である。シャーマンの母、メヒタブル・ウェリントンとホイットニーの曾祖母エリザベス・ウェリントンが姉妹だった。双方ともイングランドのエドワード1世の子孫だと言われてきた。
ウォーターゲート事件の検察官アーチボルド・コックスは土曜日の夜の虐殺の解雇で有名だが、ロジャー・シャーマンの直接の子孫である。

## 遺産
- コネチカット州シャーマン町はシャーマンに因んで名付けられた。
- ウィスコンシン州マディソンの中心街、シャーマン・アベニューもシャーマンに因んで名付けられた。マディソン中心街の主要通りの大半はアメリカ合衆国憲法署名者の名前が付けられている。自然なことにニューヘイブンにもシャーマン・アベニューがあり、隣接するハムデンまで伸びている。
- シャーマンはニューヘイブンのグラブ・ストリート墓地に葬られ、その墓は市の独立記念祭の中心となる。
- 西コネチカット州立大学の政治ディベイトティームの公式名は「ロジャー・シャーマン・ディベイト協会」である。
- アメリカ合衆国議会議事堂国立彫像ホール・コレクションに飾られる州を代表する像のコネチカット州分はジョナサン・トランブルと共にシャーマンの大理石像が飾られている。